# راج كابور (مخرج)
راج كابور (بالإنجليزية: Raj Kapoor)‏ هو مخرج هندي، ولد في 10 أغسطس 1959 في Kombai, Tamil Nadu ‏ في الهند.

## وصلات خارجية
- راج كابور على موقع IMDb (الإنجليزية)